# نوراجوس
نوراجوس، (بالإنجليزية: Nuragus)‏، (لاتينية: فالنتيا) هي مدينة صغير، بلدية، في مقاطعة جنوب سردينيا، في منطقة سردينيا الإيطالية المتمتعة بالحكم الذاتي، وتقع على بعد حوالي 60 كم (37 ميل) إلى الشمال من العاصمة المحلية كالياري.

## السكان
في سنة 1861 بلغ عدد السكان 1٬216 نسمة، وتطور العدد ليصل في سنة 2011 لـ 942 نسمة.
يظهر هذا المخطط البياني تطور النمو السكاني لـ نوراجوس